# Тетрадекастронцийгенпентаконтартуть
Тетрадекастронцийгенпентаконтартуть — бинарное неорганическое соединение
стронция и ртути
с формулой Hg51Sr14,
кристаллы.

## Получение
- Сплавление стехиометрических количеств чистых веществ в инертной атмосфере:

{\displaystyle {\mathsf {14\;Sr+51\;Hg\ {\xrightarrow {481^{o}C}}\ Sr_{14}Hg_{51}}}}

## Физические свойства
Тетрадекастронцийгенпентаконтартуть образует кристаллы
гексагональной сингонии,
пространственная группа P 6/m,
параметры ячейки a = 1,378 нм, c = 0,9880 нм, Z = 1,
структура типа тетрадекагадолинийгенпентаконтасеребра Gd14Ag51
.
Соединение образуется по перитектической реакции при температуре 481°C .